# Skvyra
Skvyra (em ucraniano:  Сквира) é uma cidade da Ucrânia, situada no Oblast de Kiev. Tem 63,28 km² de área e sua população em 2020 foi estimada em 15.626 habitantes.